# 25.º Prêmio Angelo Agostini
O 25.º Prêmio Angelo Agostini (também chamado Troféu Angelo Agostini) foi um evento organizado pela Associação dos Quadrinhistas e Caricaturistas do Estado de São Paulo (ACQ-ESP) com o propósito de premiar os melhores lançamentos brasileiros de quadrinhos de 2008 em diferentes categorias.
Antes da entrega de troféus, houve a exibição da primeira animação brasileira em longa-metragem Sinfonia Amazônica, de 1953, seguida de uma palestra de Álvaro de Moya sobre Anélio Latini Filho, o diretor do filme. Em seguida, houve também uma palestra de Antônio Luiz Cagnin sobre os 140 anos da publicação de As Aventuras de Nhô Quim ou Impressões de Uma Viagem à Corte, de Angelo Agostini, além da apresentações de lançamentos de todos os editores de quadrinhos presentes ao evento.

## Prêmios
| Categoria                    | Vencedores                                |
| ---------------------------- | ----------------------------------------- |
| Mestre do Quadrinho Nacional | Deodato Filho                             |
| Mestre do Quadrinho Nacional | Emir Ribeiro                              |
| Mestre do Quadrinho Nacional | Mozart Couto                              |
| Mestre do Quadrinho Nacional | Sebastião Seabra                          |
| Mestre do Quadrinho Nacional | Sergio Morettini                          |
| Mestre do Quadrinho Nacional | Watson Portela                            |
| Desenhista                   | Laudo Ferreira Jr.                        |
| Roteirista                   | Daniel Esteves                            |
| Lançamento                   | Menina Infinito Fábio Lyra (Desiderata)   |
| Troféu Jayme Cortez          | Coletivo Quarto Mundo                     |
| Fanzine                      | Quadrinhos Independentes Edgard Guimarães |
| Cartunista                   | Marcio Baraldi                            |